# La Chapelle-Saint-Mesmin
La Chapelle-Saint-Mesmin é uma comuna francesa na região administrativa do Centro-Vale do Loire, no departamento Loiret. Estende-se por uma área de 8,96 km². Em 2010 a comuna tinha 10 426 habitantes (densidade: 1 163,6 hab./km²).